# Kunio Kishida
Kunio Kishida (岸田 國士?, Kishida Kunio; Tokyo, 2 novembre 1890 – 5 marzo 1954) è stato uno scrittore giapponese, uno dei fondatori della drammaturgia giapponese moderna.

## Biografia
Dopo aver lavorato nell'esercito, entrò all'Università di Tokyo, desideroso di studiare letteratura; qui proseguì i suoi studi nella letteratura inglese e nel teatro moderno. Nel 1920 si recò a Parigi per studiare il teatro locale e la sua storia; dopo essere tornato in patria, scrisse alcuni testi teatrali e diversi racconti, fondando poi nel 1937 il Bungaku-za (la Compagnia Teatrale Letteraria), in cui si formarono numerosi artisti giapponesi, compresa sua figlia Kyōko Kishida. Il suo nome viene ricordato per il più celebre premio giapponese per il teatro, il Premio Kunio Kishida (Kishida Kunio Gikyoku-shō), conferito ogni anno.